# Lipthay
Adels- och baronfamiljen Lipthay från Kisfalud och Lubelle är en gammal ungersk ädel familj från Árpádtiden. 

## Historia

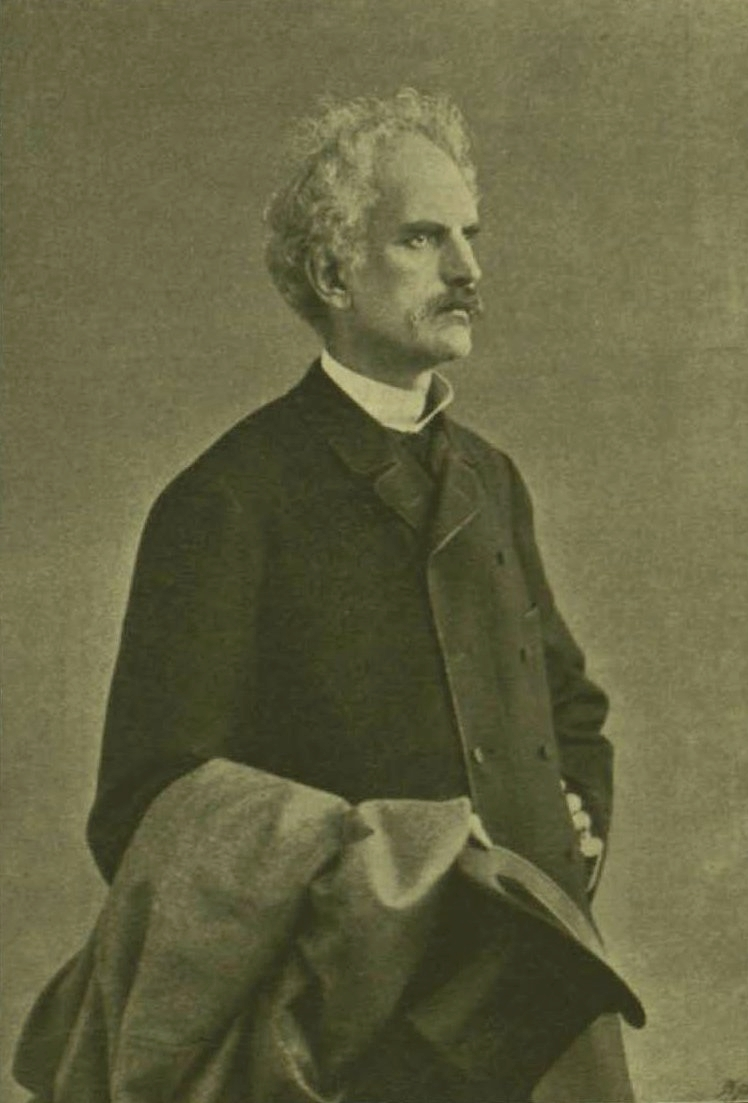
Béla Lipthay 1899

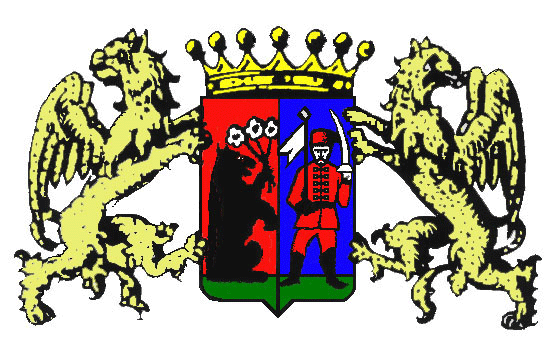
Vapen av familj Lipthay de Kisfalud et Lubelle

Lipthays kommer från staden Lubelle i Liptovs län i nuvarande Slovakien. Hans första kända förfader var en viss Myloth, nämnd mellan 1263 och 1298. Denna förfader ägde fortfarande byn Likva, men 1341 bytte hans söner denna gård mot Lubelle. De fick till och med en kunglig donation av Karl I Robert av Ungern. Från detta utbyte använder de sitt förnamn von Lubelle. Bálint, som troligen dog 1435, kallades faktiskt Lipthay för första gången. Hans söner ägde redan byn Kisfalud i Nógrád län i Slovakien, därav deras andra förnamn. Under adeliga folkräkningen av aristokratiska familjer mellan 1754–55 demonstrerade Sándor i Hont län, medan Gáspár och Sándor i Nógrád län deras ädla. Den 11 juni 1830 fick Frigyes titeln baron och samtidigt ett ärftligt medlemskap i huvudhuset från Frans II, även om det enligt vissa uppgifter är endast en bekräftelse av samma titeln hans far Antal fick 1780. Bröderna Gyula och Béla från familjens gentry gren fick också titeln baron 1917. Den 15 augusti 1885 överfördes (genom sin mor) Lipthay-familjens adel och vapensköld till Sándor Schwarzel, en universitetsprofessor, som sedan använde namnet Lipthay. Bland familjemedlemmarna bör också nämnas Kornél, som var domare på högsta domstolen. 

## Kända familjemedlemmar
- Imre Lipthay (ca 1585–1633) Mellan 1612 och 1626 var han vice guvernör i Bars län (Slovakien), en ambassadör för parlamentet och Turkiet.
- Antal Lipthay (1745–1800) är en utmärkt soldat, generallöjtnant
- Lipthay Sándor István János László (1793–1870) Doktor i filosofi och rätt, imperialistisk och kunglig domstolrådgivare och advokat.
- Baron Béla Lipthay (1827–1899) politiker, advokat, medlem av huvudstaben, konstsamlare, grundare och ordförande för det ungerska tillämpade konstföreningen, löjtnant Hussar, kapten i självständighetskriget 1848–49, senare chef för Baranya och Pest-Pilis-Solt-Kiskun län. Representant för Buda-distriktet (1872), ordförande för folketeaterkommittén, ombud för Torontál läns Billéti-distriktet, hans palats låg på Donaustränderna i Buda, medlem av Budapests råd för offentligt arbete (c. 1892) här behandlar han frågorna om Donauregleringen och Donaubroarna.
- Sándor Lipthay (1847–1905), professor vid Tekniska universitetet, järnvägsspecialist
- Béla Lipthay (1869–1928) kejserliga och kungliga kammare, rådgivare för jordbruksminister, politiker i huvudordens hus
- Gyula Lipthay (1871–1933) soldat, kejserlig och kunglig major, kammare
- Béla Lipthay (1892–1974) lepidopterolog, entomolog, museolog, arkeobotaniker